# 朱店镇
朱店镇，是中华人民共和国甘肃省平凉市庄浪县下辖的一个乡镇级行政单位。

## 行政区划
朱店镇下辖以下地区：
朱河村、小湾村、西街村、中街村、东街村、三合村、董湾村、吴沟村、毛柳村、河北村、柳窑村、郑山村、牛咀村、高庙村、杨湾村、大曹村、柳李村、万柳村、王坪村、王川村和新王村。